# Batrachomyia flavicornis
Batrachomyia flavicornis är en tvåvingeart som beskrevs av Malloch 1925. Batrachomyia flavicornis ingår i släktet Batrachomyia och familjen fritflugor. Inga underarter finns listade i Catalogue of Life.